# Lungotevere dei Pierleoni
Il lungotevere dei Pierleoni è il tratto di lungotevere che collega piazza di Monte Savello a ponte Palatino, a Roma, nel rione Ripa.
Il lungotevere è dedicato all'antica famiglia romana dei Pierleoni, che possedevano case, torri e una roccaforte sulla riva del Tevere; è stato istituito con delibera del 20 luglio 1887.
La costruzione del lungotevere ha causato la distruzione di un intero quartiere nei pressi del foro Boario, le cui vie sono state riprodotte negli acquarelli di Roesler Franz.